# Grésy-sur-Aix
Grésy-sur-Aix este o comună în departamentul Savoie din sud-estul Franței. În 2009 avea o populație de 3.737 de locuitori.

## Evoluția populației
| An        | 1975  | 1982  | 1990  | 1999  | 2006  | 2009  |
| --------- | ----- | ----- | ----- | ----- | ----- | ----- |
| Populație | 1.517 | 1.934 | 2.374 | 2.828 | 3.590 | 3.737 |